# Arturo Imedio
Arturo Imedio, né le 15 juin 1930, à Miranda de Ebro, en Espagne et décédé en 1990, est un ancien joueur, entraîneur et dirigeant espagnol de basket-ball. 

## Palmarès
- Finaliste des Jeux méditerranéens 1951
- Vainqueur des Jeux méditerranéens 1955